# Изиньи-ле-Бюа (кантон)
Изиньи-ле-Бюа  (фр. Isigny-le-Buat) — кантон во Франции, находится в регионе Нормандия, департамент Манш. Входит в состав округа Авранш.

## История
До 2015 года в состав кантона входила только коммуна Изиньи-ле-Бюа.
В результате реформы 2015 года  состав кантона был изменен. В него вошли шесть коммун кантона Авранш, упразднённые кантоны Бресе и Жювиньи-ле-Тертр, а также отдельные коммуны упразднённого кантона Сен-Пуа.
В 2016-2017 гг. состав кантона  менялся: с 1 января 2016 года коммуна Браффе вошла в состав новой коммуны Ле-Парк, а с 1 января 2017 года коммуны Бельфонтен, Жювиньи-ле-Тертр, Ла-Базож, Ле-Мениль-Ренфре, Ле-Мениль-Тов, Шасге и Шерансе-ле-Русель образовали новую коммуну Жювиньи-ле-Валле.
1 января 2019 года коммуна Сен-Мартен-де-Шан вошла в состав коммуны Авранш, оставшись частью кантона Изиньи-ле-Бюа; коммуны Ла-Гоаньер и Тирпье образовали новую коммуну Тирпье-сюр-Се.

## Состав кантона с 1 января 2017 года
В состав кантона входят коммуны (население по данным Национального института статистики Архивная копия от 7 ноября 2021 на Wayback Machine за 2018 г.):
- Авранш (2 362 чел., ассоциированная коммуна Сен-Мартен-де-Шан)
- Бресе (2 139 чел.)
- Верни (155 чел.)
- Жювиньи-ле-Валле (1 695 чел.)
- Изиньи-ле-Бюа (3 272 чел.)
- Кюв (281 чел.)
- Ла-Годфруа (280 чел.)
- Ла-Шапель-Юре (162 чел.)
- Ла-Шез-Бодуэн (470 чел.)
- Ле-Гран-Селлан (594 чел.)
- Ле-Крене (227 чел.)
- Ле-Лож-сюр-Бресе (128 чел.)
- Ле-Мениль-Аделе (166 чел.)
- Ле-Мениль-Жильбер (135 чел.)
- Ле-Пети-Селлан (178 чел.)
- Ленжар (84 чел.)
- Нотр-Дам-де-Ливуа (153 чел.)
- Рефювей (508 чел.)
- Сен-Брис (129 чел.)
- Сен-Жан-дю-Корай-де-Буа (73 чел.)
- Сен-Жорж-де-Ливуа (201 чел.)
- Сен-Лоран-де-Кюв (483 чел.)
- Сен-Луп (694 чел.)
- Сен-Мишель-де-Монжуа (321 чел.)
- Сен-Никола-де-Буа (84 чел.)
- Сен-Сенье-су-Авранш (1 433 чел.)
- Тирпье-сюр-Се (952 чел.)

## Политика
На президентских выборах 2022 г. жители кантона отдали в 1-м туре Эмманюэлю Макрону 34,9 % голосов против 24,8 % у Марин Ле Пен и 14,5 % у Жана-Люка Меланшона; во 2-м туре в кантоне победил Макрон, получивший 59,5 % голосов. (2017 год. 1 тур: Франсуа Фийон – 24,8 %, Эмманюэль Макрон – 23,6 %, Марин Ле Пен – 19,5 %, Жан-Люк Меланшон – 14,5 %; 2 тур: Макрон – 68,5 %. 2012 год. 1 тур: Николя Саркози — 32,7 %, Франсуа Олланд — 21,1 %, Марин Ле Пен — 16,2 %; 2 тур: Саркози — 56,7 %).
С 2021 года кантон в Совете департамента Манш представляют мэр коммуны  Изиньи-ле-Бюа Жесси Орвен (Jessie Orvain) и мэр коммуны Сен-Лоран-де-Кюв Франк Эснуф (Franck Esnouf) (оба ― Разные правые). 
|                | Кандидаты                         | Партия                   | Первый тур | Первый тур     | Второй тур | Второй тур |
| Кол-во голосов | Кандидаты                         | Партия                   | % голосов  | Кол-во голосов | % голосов  |            |
| -------------- | --------------------------------- | ------------------------ | ---------- | -------------- | ---------- | ---------- |
|                | Жесси Орвен Франк Эснуф           | Разные правые            | 2 218      | 49,61          | 2 781      | 61,94      |
|                | Себастьен Аман Стефани Жире       | Прочие                   | 1 208      | 27,02          | 1 709      | 38,06      |
|                | Жан-Поль Раншен Моника Шербоннель | Разные правые            | 554        | 12,39          |            |            |
|                | Пьер Дарюти Надин Ленуар          | Национальное объединение | 491        | 10,98          |            |            |

|                | Кандидаты                    | Партия             | Первый тур | Первый тур     | Второй тур | Второй тур |
| Кол-во голосов | Кандидаты                    | Партия             | % голосов  | Кол-во голосов | % голосов  |            |
| -------------- | ---------------------------- | ------------------ | ---------- | -------------- | ---------- | ---------- |
|                | Бернар Треэ Мари-Элен Филатр | Разные правые      | 3 201      | 46,70          | 3 633      | 56,64      |
|                | Луи Делож Изабель Лоттен     | Разные левые       | 2 399      | 35,00          | 2 781      | 43,36      |
|                | Жаклин Анже Жереми Сенье     | Национальный фронт | 1 255      | 18,31          |            |            |